# Campionati europei di dressage 1963
I Campionati europei di dressage 1963 si sono svolti a Copenaghen in Danimarca.

## Podi
| Evento           | Oro              | Argento     | Bronzo           |
| Gara individuale | Henri Chammartin | Harry Boldt | Henri Chammartin |

## Medagliere
| Posiz. | Nazione        | Oro | Argento | Bronzo | Totale |
| ------ | -------------- | --- | ------- | ------ | ------ |
| 1      | Svizzera       | 1   | 0       | 1      | 2      |
| 2      | Germania Ovest | 0   | 1       | 0      | 1      |
| Totale | Totale         | 1   | 1       | 1      | 3      |